# Sant Antoni (metropolitana di Barcellona)
Sant Antoni è una stazione della L2 della metropolitana di Barcellona situata nel distretto della Ciutat Vella di Barcellona. Questa stazione è stata inaugurata nel 1995 assieme al primo tratto dell'attuale L2 della metropolitana di Barcellona.
La stazione di Sant Antoni ha ispirato i fratelli Wachowski per la realizzazione della stazione della metropolitana del film Matrix Revolutions, che era il tramite che consentiva agli esuli del mondo reale di entrare in Matrix.